# Ingegerd Birgersdotter
Ingegerd Birgersdotter (también conocida como Ingegärd, 1168 - 1210), reina consorte de Suecia aproximadamente entre 1200 y 1210, fue la segunda esposa del rey Sverker II. 
Alrededor de 1200 se casó con Sverker II. Su padre, Birger Brosa, era un poderoso noble de la dinastía Folkung., el hombre más influyente del reino y el principal patrocinador de Sverker. Mediante el matrimonio, el rey fortaleció los lazos con los Folkung, familia que experimentaba un rápido crecimiento en su poder.
Ingegerd tuvo un solo hijo conocido:
1. Juan (1201-1222). Rey de Suecia.

Probablemente sobrevivió a su marido, fallecido en 1210.